# Spyridon Lambros

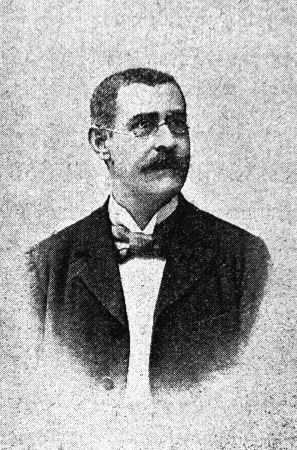
Spyridon Lambros um 1896

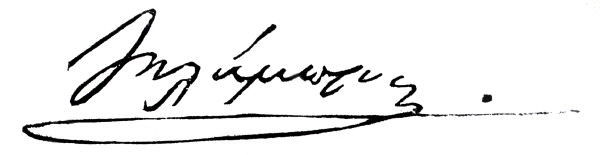
Unterschrift

Spyridon (Pavlou) Lambros, auch Spiridon Lampros (griechisch Σπυρίδων Λάμπρος, * 8. April 1851 in Korfu; † 23. Juli 1919 in Skopelos), war ein griechischer Historiker, Sportfunktionär, Politiker und Ministerpräsident.

## Herkunft und Ausbildung
Spyridon Lampros war der jüngste der vier Söhne des Numismatikers Paulos Lambros (1820–1897) und der Georgia Lambrou, geborene Frankopoulou, der Tochter des Goldschmieds Dionysos Frankopoulos. Nachdem er die ersten Lebensjahre auf Korfu verbracht hatte, zog er mit seiner Familie 1860 in die Hauptstadt Griechenlands Athen. Er erhielt zunächst von 1860 bis 1863 Privatunterricht und besuchte danach bis 1867 das 2. Gymnasium von Athen, wo ihn insbesondere der Historiker Aristides Kyprianos (1830–1869) prägte. Dem Andenken dieses Lehrers widmete Lambros später seine Doktorarbeit. Bereits in jungen Jahren zeigte Lambros starke literarische Interessen. Zusammen mit seinem Bruder Michail (1841–1902) verfasste er 1861 sein erstes Drama. Beide beteiligten sich 1865 an der Gründung des literarischen und philanthropischen Vereins Parnassos.
Von 1867 bis 1871 studierte Lambros Philologie an der Nationalen Universität Athen. Während dieser Zeit veröffentlichte Lambros 1870 einen Bericht über die Ausgrabungen des Panathenäen-Stadions. Von 1872 bis August 1873 vertiefte Lambros seine Studien an der Berliner Universität, wo er Vorlesungen und Übungen von Ernst Curtius, Johann Gustav Droysen, Moriz Haupt, Heinrich Kiepert, Adolf Kirchhoff und Theodor Mommsen besuchte. Während dieser Zeit reichte er an der Universität Leipzig seine Dissertation (in griechischer Sprache) über die kultische Verehrung mythischer Gründer der griechischen Kolonien ein, mit der er 1873 zum Dr. phil. promoviert wurde.

## Historiker
Des Weiteren absolvierte Lambros ein Studium der Geschichte an den Universitäten in London, Paris und Wien. 1890 wurde er zum Professor für Geschichte und Klassische Literatur an die Universität Athen berufen. Zwischen 1893 und 1894 sowie 1912 bis 1913 war er jeweils Provost (Dekan) der Universität. Seit 1907 war er korrespondierendes Mitglied der Bayerischen Akademie der Wissenschaften.
Als Historiker begründete er nach 1903 eine neue historische Zeitschrift namens Neos Hellinomnimon (Νέος Ελληνομνήμων), die die wissenschaftlichen und philosophischen Entwicklungen der griechischsprachigen Welt während der byzantinischen und osmanischen Ära Griechenlands untersuchte. Damit hatte er auch einen beträchtlichen Anteil an der Erforschung der Mittelgriechischen Sprache.

## Sportfunktionär
Lambros war darüber hinaus als Sportfunktionär tätig. 1897 wurde er wenige Monate nach den ersten Olympischen Spielen Präsident des 1891 gegründeten Sportvereins Panellinios Athen. Aus dieser Funktion heraus setzte er sich für die Gründung der Griechischen Vereinigung der Amateurathleten (SEAGS) ein, deren erster Präsident er von 1897 bis 1906 war. Im gleichen Jahr wurde die Einführung der Panhellenischen Spiele beschlossen, die 1901 erstmals organisiert wurden. Als Generalsekretär des 1901 gegründeten Olympischen Komitees war er auch aktiv an der Organisation der Olympischen Zwischenspiele 1906 in Athen beteiligt. Vom Amt des Generalsekretärs des Olympischen Komitees trat er 1917 zurück.

## Politiker
Als sich Griechenland 1916 aufgrund der Frage zum Eintritt des Landes in den Ersten Weltkrieg in zwei Regierungslager mit dem Ministerpräsidenten Eleftherios Venizelos in Thessaloniki sowie König Konstantin I. in Athen spaltete, nahm Lambros, der zuvor als Liberaler ein Verbündeter von Venizelos war, am 10. Oktober 1916 den Auftrag des Königs zur Bildung einer Regierung an. Diese Regierung, die allerdings nur Südgriechenland kontrollierte, musste aufgrund von Unruhen in Athen am 5. Februar 1917 jedoch zurücktreten. Insbesondere führte aber die Anerkennung der Regierung Venizelos durch die Alliierten des Ersten Weltkrieges zum Scheitern seiner Regierung. Nachdem König Konstantin I. ins Exil gegangen war, zog sich Lambros völlig aus dem politischen Leben zurück.
Auch Lambros’ Tochter Lina Tsaldari wurde Politikerin.